# Phyllophaga cholana
Phyllophaga cholana är en skalbaggsart som beskrevs av Moron 2003. Phyllophaga cholana ingår i släktet Phyllophaga och familjen Melolonthidae. Inga underarter finns listade i Catalogue of Life.